# Michel Winock
Michel Winock, né le 19 mars 1937 dans le 14e arrondissement de Paris, est un historien français spécialiste de l’histoire de la République française ainsi que des mouvements intellectuels et politiques.
Ses travaux l'ont conduit en particulier à traiter les thèmes du socialisme, de l'antisémitisme, du nationalisme et des mouvements d'extrême droite en France. Il est professeur des universités en histoire contemporaine à l'Institut d'études politiques de Paris, où il a enseigné, entre autres, l'histoire des idées politiques.
Il est notamment l’auteur du Siècle des intellectuels (1997), pour lequel il a reçu le prix Médicis essai en 1997, des Voix de la liberté (2001), salué par l'Académie française, et de Madame de Staël, prix Goncourt de la biographie 2010. Il a dirigé avec Jacques Julliard le Dictionnaire des intellectuels français.

## Biographie

### Jeunesse et études
Michel Winock est le dernier enfant, parmi cinq frères et sœurs. Son père, Gaston Winock, est receveur d'autobus originaire de Saint-Omer et qui meurt de la tuberculose en 1945 ; sa mère, Jeanne Dussaule, tient un commerce d'épicerie-fruiterie.
Il grandit à Arcueil dans la « banlieue rouge », décrite dans son livre de mémoires Jeanne et les siens. Après des études au lycée Lakanal, il passe son baccalauréat littéraire et s'inscrit en hypokhâgne. Il suit les cours par correspondance tout en travaillant d'abord dans la maison d'import-export Compagnie du Niger français, filiale de Lever, puis comme répétiteur.
Il passe sa propédeutique à la Sorbonne.
Il suit des études d'histoire à la Sorbonne et milite au sein de l'UNEF contre la guerre d'Algérie. Il est reçu à l'agrégation d'histoire en 1961.
Son mémoire, dirigé par Louis Girard, est soutenu en 1960 à la Sorbonne, et porte sur « Les types sociaux de la Monarchie de Juillet dans l'œuvre de Flaubert ».
En 1987, il soutient sa thèse d'Etat, intitulée « Crises et idées de crise en France, 1871-1968 », préparée sous la direction de René Rémond, à l'Institut d'études politiques de Paris.

### Parcours professoral
Michel Winock a commencé sa carrière dans l'enseignement secondaire au lycée Joffre de Montpellier puis au lycée Hoche de Versailles et au lycée Lakanal de Sceaux. La création de l'université de Vincennes au lendemain de la réforme Edgar Faure (1968) lui ouvre les portes de l'enseignement supérieur.
Il est nommé à l'Institut d'études politiques de Paris en 1979. Il y commence son parcours comme maître-assistant, puis maître de conférences extérieures, et enfin professeur.

### Carrière dans l'édition
Michel Winock mène par ailleurs une carrière dans l'édition : membre de la revue Esprit à partir de 1962, il devient conseiller puis directeur littéraire aux Éditions du Seuil. Il y crée les collections L'Univers historique (avec Jacques Julliard) et Points histoire (en 1971). Il contribue ainsi à ce qui peut être considéré comme un âge d'or de l'édition historique en France.
Un an après son départ d'Esprit, il fonde, avec Michel Chodkiewicz, en 1978 la revue L'Histoire avec pour ambition de rendre accessibles au grand public les meilleurs travaux de la recherche historique (sur le modèle de la revue La Recherche, de la même maison d'édition), dans un esprit pluraliste.
Il fut l'un des initiateurs de la pétition Liberté pour l'histoire.
Il rédige une chronique mensuelle pour le quotidien Sud Ouest depuis 2010.
Michel Winock, après ses études sur l'histoire politique et idéologique des Français (titre de sa thèse : Crises et idées de crise en France : 1871-1968), s'est lancé dans la biographie : après Clemenceau (prix Aujourd'hui), il a publié en 2010 Madame de Staël (grand prix Gobert de l'Académie française) puis Flaubert en 2013.
Il fait son entrée dans la collection Quarto de Gallimard en 2022, avec la publication d'un recueil intitulé Gouverner la France.

### Mission sur l'avenir des institutions
Entre novembre 2014 et octobre 2015, il copréside avec le président de l'Assemblée nationale Claude Bartolone la Mission sur l'avenir des institutions dite mission Bartolone-Winock, qui dans un rapport fait 17 propositions pour réformer les institutions de la Cinquième République.

## Publications

### Ouvrages
- 1964 : Les Communards (avec Jean-Pierre Azéma), Paris, Éditions du Seuil, 1964; rééd. Thierry Marchaisse, 2015, coll. « Octets »
- 1969 : La IIIe République : 1870-1940 (avec Jean-Pierre Azéma), Paris, Calmann-Lévy, 1969 ; rééd. Hachette, 1978, coll. « Pluriel »

rééd. Thierry Marchaisse, 2015, coll. « Octets »
- 1975 : Histoire politique de la revue « Esprit » : 1930-1950, Paris, Éditions du Seuil, 1975, coll. « L'Univers historique », 446 p.

rééd. sous le titre « Esprit » : des intellectuels dans la cité, Seuil, 1996, coll. « Points histoire », no 200, 499 p.
- 1978 : La République se meurt, chronique 1956-1958, Paris, Éditions du Seuil, 1978, 252 p.
- 1982 : Édouard Drumont et Cie, antisémitisme et fascisme en France, Paris, Éditions du Seuil, 1982, 218 p.
- 1986 : La fièvre hexagonale, les grandes crises politiques de 1871 à 1968, Paris, Calmann-Lévy, 1986

rééd. Seuil, 2009, coll. « Points histoire », no. 97, 475 p.
- 1987 : Chronique des années soixante, Paris, Éditions du Seuil, 1987, coll. « XXe siècle »

rééd. Seuil, 1990, coll. « Points histoire »
- 1989 : 1789. L'année sans pareille, Vanves, Hachette, 1989, coll. « Pluriel »

rééd. Perrin, 2004, coll. « Tempus »
- 1990 : Nationalisme, antisémitisme et fascisme en France, Paris, Éditions du Seuil, 1990

rééd. Seuil, coll. « Points histoire » no 131, 2014, 504 p.
- 1991 : L'Échec au roi, 1791-1792, Paris, Olivier Orban, 1991, coll. « Réserve Ouvrage »

rééd. sous le titre La grande fracture, Perrin, 2014, coll. « Tempus », no. 558
- 1992 : 1991. Les frontières vives, Paris, Éditions du Seuil, 1992, coll. « Journal de la fin du siècle »
- 1992 : Le Socialisme en France et en Europe, XIXe – XXe siècle, Paris, Éditions du Seuil, 1992, coll. « Points histoire », no 162, 426 p.
- 1994 : (dir.) Histoire de l'extrême droite en France, Paris, Éditions du Seuil, 1994, coll. « Points histoire »
- 1995 : (dir.) La Droite depuis 1789 : les hommes, les idées, les réseaux, Paris, Éditions du Seuil, 1995, coll. « Points histoire »
- 1995 : Parlez-moi de la France, Paris, Plon, 1995

rééd. Seuil, 1997, coll. « Points », édition augmentée ; Perrin, 2010, édition augmentée
- 1996 : (dir.) Dictionnaire des intellectuels français (avec Jacques Julliard), Paris, Éditions du Seuil, 1996, coll. « Histoire »
- 1997 : Le siècle des intellectuels, Paris, Éditions du Seuil, 1997, 695 p. (ISBN 2-02-030063-X, présentation en ligne).

Édition revue et augmentée : Le siècle des intellectuels, Paris, Éditions Points, coll. « Points. Histoire » (no H364), 2014, 887 p. (ISBN 978-2-7578-4980-4).
Prix Medicis Essai 1997
- 1998 : (dir.) L'Affaire Dreyfus, vérités et mensonges, Paris, Éditions du Seuil, coll. « Points histoire », 1998
- 2001 : Les Voix de la liberté : les écrivains engagés au XIXe siècle, Paris, Éditions du Seuil, 2001, coll. « Essais »

rééd. Seuil, 2002, coll. « Points »
Prix Roland de Jouvenel de l’Académie française 2001
- 1999 : La France politique : XIXe – XXe siècle, Paris, Éditions du Seuil, coll. « Points histoire », 1999

rééd. Seuil, 2003
- 2002 : La Belle Époque : la France de 1900 à 1914, Paris, Éditions Perrin, 2002, coll. « Pour l'histoire »

rééd. Perrin, 2004, coll. « Tempus »
- 2003 : Jeanne et les siens, Paris, Éditions du Seuil, 2003, coll. « Fiction et Cie »

rééd. Seuil, 2004, coll. « Points »
Prix Eugène-Colas 2004
- 2004 : La France et les juifs, de 1789 à nos jours, Paris, Éditions du Seuil, 2004, coll. « L'univers historique »

rééd. Seuil, coll. « Points histoire », 2005
- 2004 : (dir.) L'invention de la démocratie, 1789-1914 (avec Serge Berstein), Paris, Éditions du Seuil 2004, coll. « L'Univers historique »

rééd. Seuil, coll. « Points histoire », 2008
- 2004 : (dir.) La République recommencée, de 1914 à nos jours (avec Serge Berstein), Paris, Éditions du Seuil 2004, coll. « L'Univers historique »

rééd. Seuil, coll. « Points histoire », 2008
- 2005 : Pierre Mendès France, Montrouge, Bayard, 2005, coll. « Les grands hommes d'État »
- 2005 : Victor Hugo dans l'arène politique, Montrouge, Bayard, 2005, coll. « Essais », rééd. Thierry Marchaisse, 2015, coll. « Octets »
- 2006 : La gauche au pouvoir : L'héritage du Front populaire (avec Séverine Nikel), Montrouge, Bayard, 2006, coll. « Essais »
- 2006 : L'Agonie de la IVe République, 13 mai 1958, Paris, Éditions Gallimard, 2006, coll. « Les journées qui ont fait la France », 381 p.

rééd. Gallimard, 2013, coll. « Folio Histoire », no. 206, 495 p.
- 2006 : La Gauche en France, Paris, Éditions Perrin, 2006, coll. « Tempus »
- 2007 : La Mêlée présidentielle, Paris, Flammarion, 2007, coll. « Témoignage »
- 2007 : Clemenceau, Paris, Éditions Perrin, 2007

rééd. Perrin, 2011, coll. « Tempus »
- 2008 : 1958. La naissance de la Ve République, Éditions Gallimard, 2008, coll. « Découvertes Gallimard »
- 2008 : L'Élection présidentielle en France, Paris, Éditions Perrin, 2008, coll. « Tempus »
- 2009 : Le XXe siècle idéologique et politique, Paris, Éditions Perrin, 2009, coll. « Tempus »
- 2010 : Madame de Staël, Paris, Fayard, 2010

Prix Goncourt de la biographie 2010
- 2011 : L'Effet de génération. Une brève histoire des intellectuels français, Vincennes, Éditions Thierry Marchaisse, 2011
- 2012 : La droite, hier et aujourd'hui, Paris, Éditions Perrin, 2012

rééd. Perrin, 2013, coll. « Tempus »
- 2013 : Flaubert, Paris, Éditions Gallimard, 2013, 544 p.
- 2014 : Les Derniers Feux de la Belle Époque. Chronique culturelle d’une avant-guerre (1913-1914), Paris, Éditions du Seuil, 2014
- 2015 : François Mitterrand, Paris, Éditions Gallimard, 2015, coll. « NRF Biographies »
- 2015 : Journal politique. La république gaullienne, 1958-1981, Vincennes, Éditions Thierry Marchaisse, 2015
- 2016 : (dir.) Refaire la démocratie. Dix-sept propositions (avec Claude Bartolone), Vincennes, Éditions Thierry Marchaisse, 2016
- 2017 : (contrib.) Qu'est-ce que la gauche ? (dir. Cécile Amar et Marie-Laure Delorme), Paris, Fayard, 2017, 234 p.
- 2017 : Décadence fin de siècle, Paris, Gallimard, coll. « L'Esprit de la cité », 2017, 285 p. (ISBN 978-2-07-010703-2, présentation en ligne).
- 2017 : La France républicaine. Histoire politique XIXe – XXIe siècle, Paris, Éditions Robert Laffont, 2017, coll. « Bouquins », 1280 p.
- 2017 : (dir.) Les lieux de l'histoire de France (avec Olivier Wieviorka), Paris, Éditions Perrin, 2017, 494 p
- 2018 : Les Années Mitterrand. Journal politique, 1981-1995, Vincennes, Éditions Thierry Marchaisse, 2018, 496 p.
- 2018 : Le monde selon Victor Hugo : pensées, combats, confidences, opinions de l'homme-siècle, Paris, Éditions Tallandier, 2018, 312 p.
- 2019 : (dir.) Les figures de proue de la gauche depuis 1789, Paris, Éditions Perrin, 2019, 480 p.
- 2019 : Charles de Gaulle. Un rebelle habité par l'histoire, Paris, Éditions Gallimard, 2019
- 2020 : Jours anciens, Paris, Éditions Gallimard, 2020
- 2021 : Le monde selon Flaubert : le style c'est la vie, c'est le sang même de la pensée, Paris, Tallandier, 2021, 293 p.
- 2021 : La France libérée (1944-1947), Paris, Éditions Perrin, 2021, 400 p.  (ISBN 978-2-262-07973-4)
- 2022 : Bienvenue au XXIe siècle. Journal 1996-2002, Éditions Thierry Marchaisse, 2022, 504 p.
- 2022 : Gouverner la France, Paris, Gallimard, coll. « Quarto », 2022, 1216 p. (ISBN 978-2-07-294880-0).

Cinq œuvres de Winock ont été remaniés et réunis comme une sorte d'autobiographie avec contexte historique sous le titre Égo-histoire (Bouquins, 2024) : Jeanne et les siens (2003) — Seconde Guerre mondiale ; Jours anciens (2020) — IVe République ; La République se meurt, 1956-1958 (1978) — la naissance de la Ve République ; Chronique des années soixante (1987) — la décennie de sa vingtaine ; et Parlez-moi de la France (1995) — la fin du siècle.
- 2024 : Pompes funèbres. Les morts illustres, 1871-1914, Paris, Perrin, 2024, 352 p.

### Audiovisuel
Michel Winock est également avec Jean-Paul Fargier le coréalisateur d'un documentaire sur la naissance de la Cinquième République, Et De Gaulle créa la Cinquième, diffusé en 2010 par France 3.

## Distinctions
- Michel Winock a toujours refusé la Légion d'honneur
- Lauréat du grand prix Gobert de l'Académie française
- Lauréat du prix Goncourt de la biographie
- Lauréat du prix Médicis
- Lauréat du Prix Aujourd'hui